# 味生神社
味生神社（あじふじんじゃ）は、大阪府摂津市一津屋にある神社。旧社格は村社。

## 祭神
- 素盞男命（スサノオミコト）
- 天照大神（アマテラスオオカミ）
- 八幡大神（ヤハタオオカミ）

## 歴史
元々は字宮内にあり、天照大神、若一王子、 八幡大神を祀り、鯵生宮と称し、孝徳天皇の行幸もあった。延暦4年（785年）三国川の開削をするに及び、玉垣を分けて、天照大神を別府の味府神社に、若一王子を現在の処に、八幡大神を新在家の八幡宮に祀った。
元禄5年（1692年）の「摂州島下郡一津屋村寺社改帳」（誓源寺文書）には「相殿　若一王子、牛頭天王、八幡大菩薩」とある。慶応3年（1867年）に天照大神、素盞男命、八幡大神の三神を祀り、味生神社と称した。明治5年（1872年）村社に列す。

## 摂末社
- 豊受皇大神社（祭神：豊受皇大神）

## 現地情報
所在地
- 大阪府摂津市一津屋2丁目18-12

交通アクセス
- 最寄駅：大阪モノレール線南摂津駅より、南西に徒歩12分。